# 胡斯比
胡斯比是德国石勒苏益格－荷尔斯泰因州的一个市镇。总面积19.31平方公里，总人口2271人，其中男性1136人，女性1135人（2011年12月31日），人口密度118人/平方公里。